# Estrecho de Balábac
El estrecho de Balábac es un estrecho que conecta el mar de la China Meridional al este con el mar de Sulú al oeste. Al norte se encuentra la isla filipina Balábac, que pertenece a la provincia de Palawan, y al sur la isla malasia de Banggi, que está situada al norte de Borneo y pertenece al estado federado de Malasia Sabah. 
Su punto más estrecho tiene 49 km de ancho.
Al este del estrecho se encuentran las islas Mangsee del Norte y Mangsee del Sur y el arrecife de Mangsee (Great Reef).
En mayo del 1941 el submarino americano SS-183 Seal hundió en el estrecho de Balábac el buque de transporte Tatsufuku Maru (1946 t).